# 圣加大肋纳堂 (比萨)
43°43′17.07″N 10°24′12.95″E / 43.7214083°N 10.4035972°E

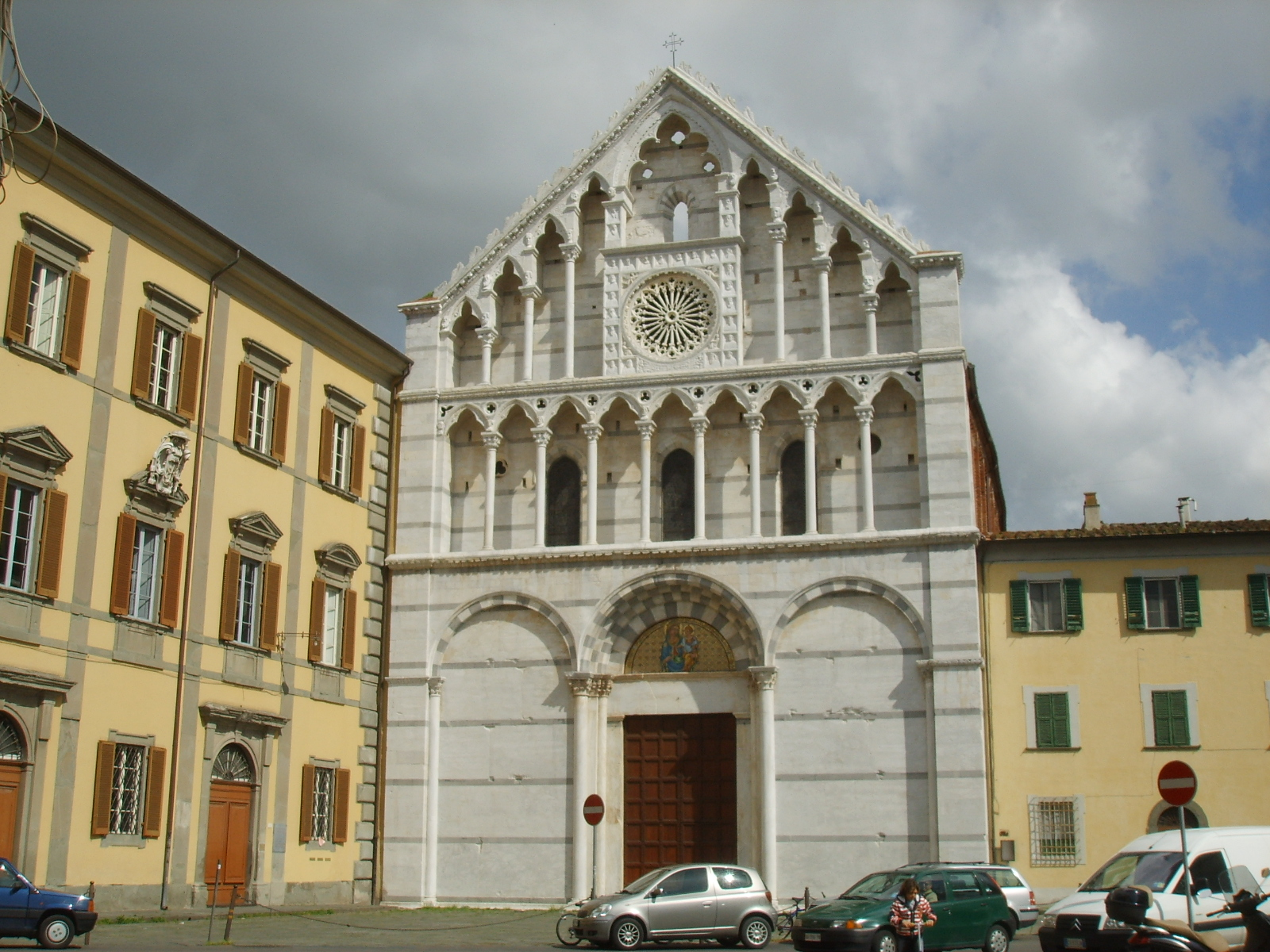
圣加大肋纳堂

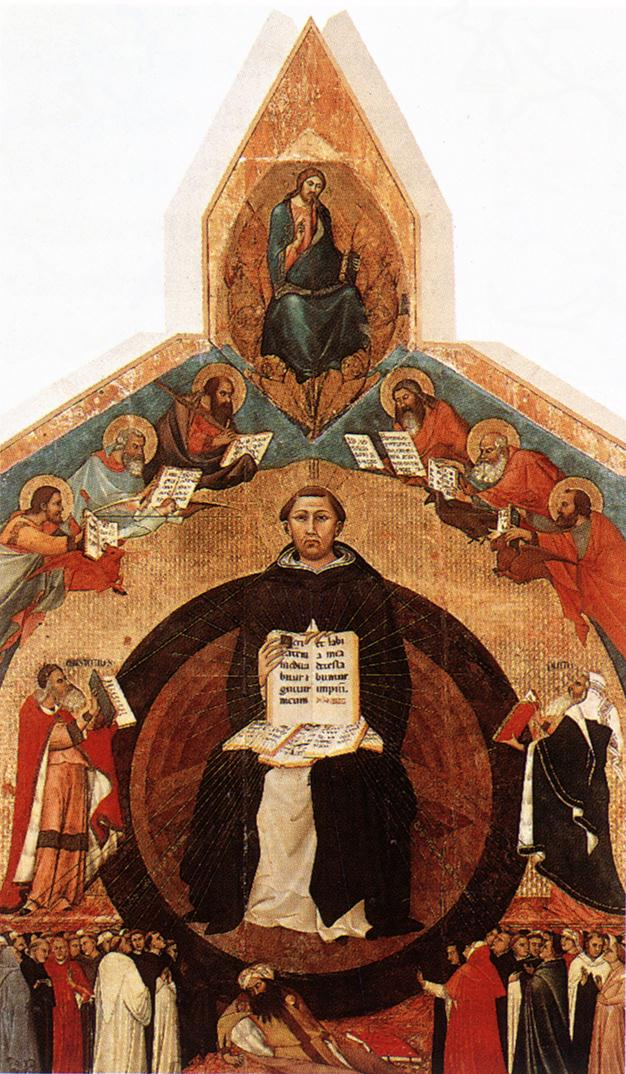
圣托马斯·阿奎那的胜利

圣加大肋纳堂（Santa Caterina d'Alessandria）是意大利比萨的一座罗马天主教教堂，哥特式建筑。

## 历史
它首次提到是在1211年，然后归属医院。目前建筑建于1251-1300年之间，由多明我本人委托多明我会修士修建。
白色和灰色大理石的立面完成于1326年。1651年火灾后，内部在18世纪重新装修，作品包括《圣托马斯·阿奎那的胜利》（1363年）、《圣母与圣伯多禄和保禄》（1511年），以及安德烈·皮萨诺的大理石雕塑。 
根据传说，17世纪的木制讲台，是当年圣托马斯·阿奎那讲道的地方。
1320年，西蒙尼·马蒂尼为该堂创作了他的名作《圣加大肋纳多联画屏》，现在藏于比萨国立圣马特奥博物馆。